# كيليكسيماب
كيليكسيماب جسم مضاد وحيد النسيلة مجانس من الإنسان (إنسان) والمكاك آكل السرطان (Macaca irus)، يستخدم لعلاج الربو الحاد المزمن حيث إنه يثبط الجهاز المناعي من خلال الارتباط بكريات الدم البيضاء.